# Jocs Mediterranis de 1971
Els sisens Jocs Mediterranis es van celebrar a Esmirna (Turquia), del 6 al 17 d'octubre de 1971.
Hi participaren un total de 1.362 esportistes (1.235 homes i 127 dones) en representació de 14 estats mediterranis. Es disputaren un total de 137 competicions de 18 esports.

## Medaller
| Pos. | Estat      | Or | Plata | Bronze | Total |
| ---- | ---------- | -- | ----- | ------ | ----- |
| 1    | Itàlia     | 51 | 38    | 29     | 118   |
| 2    | Iugoslàvia | 26 | 27    | 25     | 78    |
| 3    | Espanya    | 18 | 24    | 25     | 67    |
| 4    | Turquia    | 18 | 12    | 15     | 45    |
| 5    | Grècia     | 8  | 8     | 24     | 40    |
| 6    | Egipte     | 7  | 10    | 13     | 30    |
| 7    | França     | 7  | 9     | 7      | 23    |
| 8    | Tunísia    | 3  | 6     | 2      | 11    |
| 9    | Marroc     | 0  | 2     | 6      | 8     |
| 10   | Síria      | 0  | 2     | 5      | 7     |
| 11   | Algèria    | 0  | 0     | 1      | 1     |
| 11   | Líbia      | 0  | 0     | 1      | 1     |